# Musée national de Cracovie
Le musée national de Cracovie (Muzeum Narodowe w Krakowie) est le plus ancien et le plus grand musée national en Pologne. Il a été créé en 1879, alors que l'État polonais n'existait pas, par une résolution du conseil municipal de Cracovie. Jusqu'à la fin de la Première Guerre mondiale, c'était le seul grand musée polonais ouvert au grand public. Il est à ce jour l'institution polonaise la plus riche en collections, bâtiments et galeries. L'ensemble des collections du musée compte plus de 900 000 pièces, réparties dans plusieurs bâtiments abritant des expositions permanentes et temporaires.
La plus ancienne branche du musée national de Cracovie est celle de la Halle aux draps (Sukiennice), sur la Place du marché. Elle a également été le premier siège du musée. Sa collection a été initiée par la toile Les Torches de Néron, offerte par son auteur Henryk Siemiradzki. Aussitôt, d'autres artistes polonais ont suivi son exemple. Au fil du temps, les collections se sont agrandies et ont nécessité plus d’espace. Au début du XXe siècle naquit l’idée de construire un nouveau bâtiment. On commença à récolter des fonds immédiatement après la Grande Guerre, mais la construction du nouveau musée ne commença finalement qu’en 1934.

## Bâtiment principal
Le nouveau bâtiment du musée national devait faire entrer l'institution dans une nouvelle ère. Il devait conjuguer l'art et la mémoire du passé polonais afin de célébrer le recouvrement de la souveraineté par l'État polonais à la fin du premier conflit mondial. De là son style résolument moderniste, avec un aspect de solidité et de durabilité.

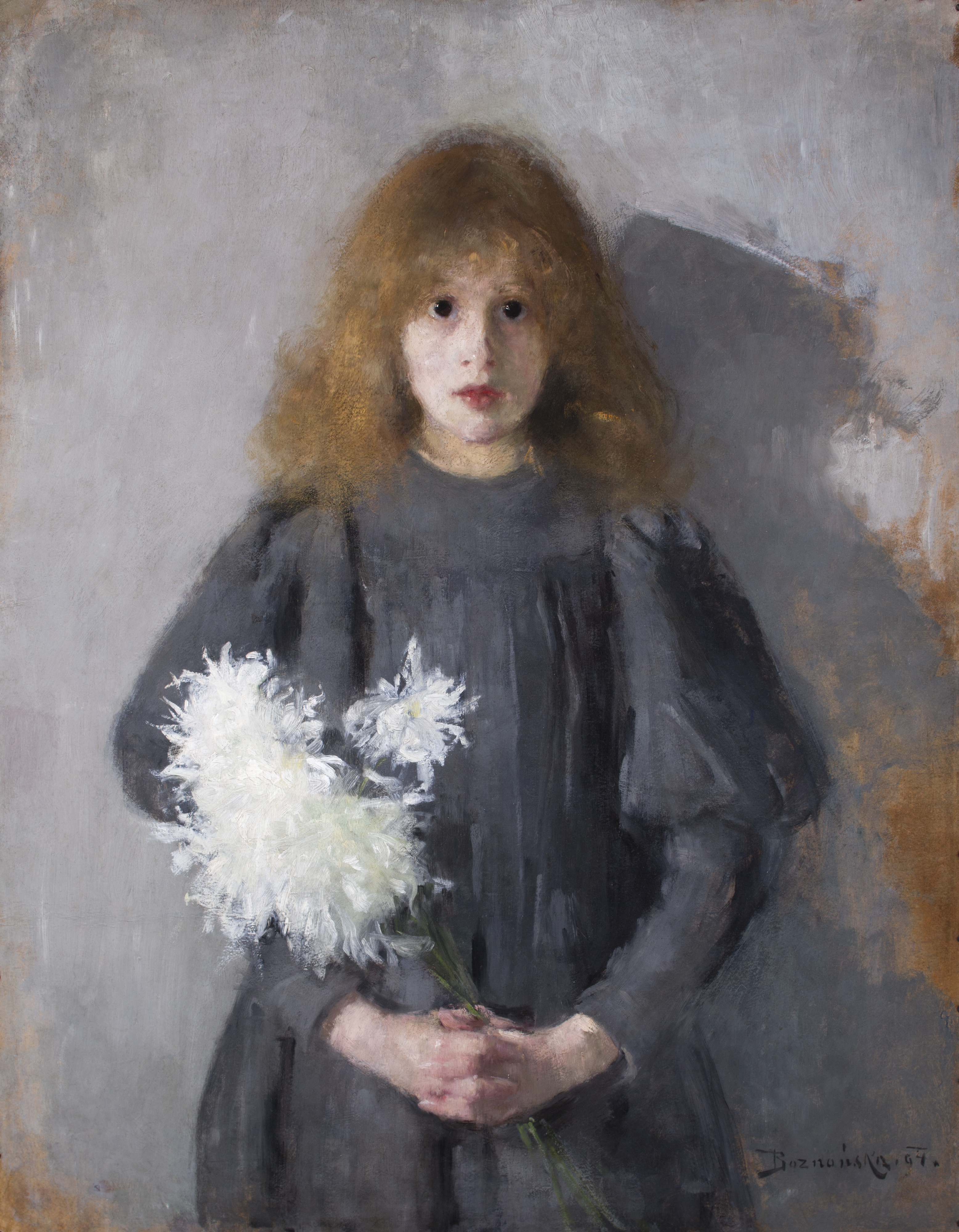
Fille avec chrysanthème de Olga Boznańska.

Son emplacement a été prévu à l'endroit d'où la Première Compagnie sous l'égide de Józef Piłsudski a entamé sa célèbre marche vers la liberté en août 1914. Adolf Szyszko-Bohusz, architecte et ancien soldat de cette brigade de légende, a commencé à travailler sur le concept de l'édifice dès avant la fin de la guerre. Dans la seconde moitié des années 1920, deux autres concepts ont également vu le jour, mais ce n'est qu'en 1931 que le conseil municipal a choisi le terrain que le musée occupe aujourd'hui et a organisé un concours basé sur les plans préparés par Adolf Szyszko-Bohusz, Czesław Boratyński et Edward Kreisler. Sur vingt propositions soumises, le jury a retenu celle qui était la plus fidèle au concept initial.

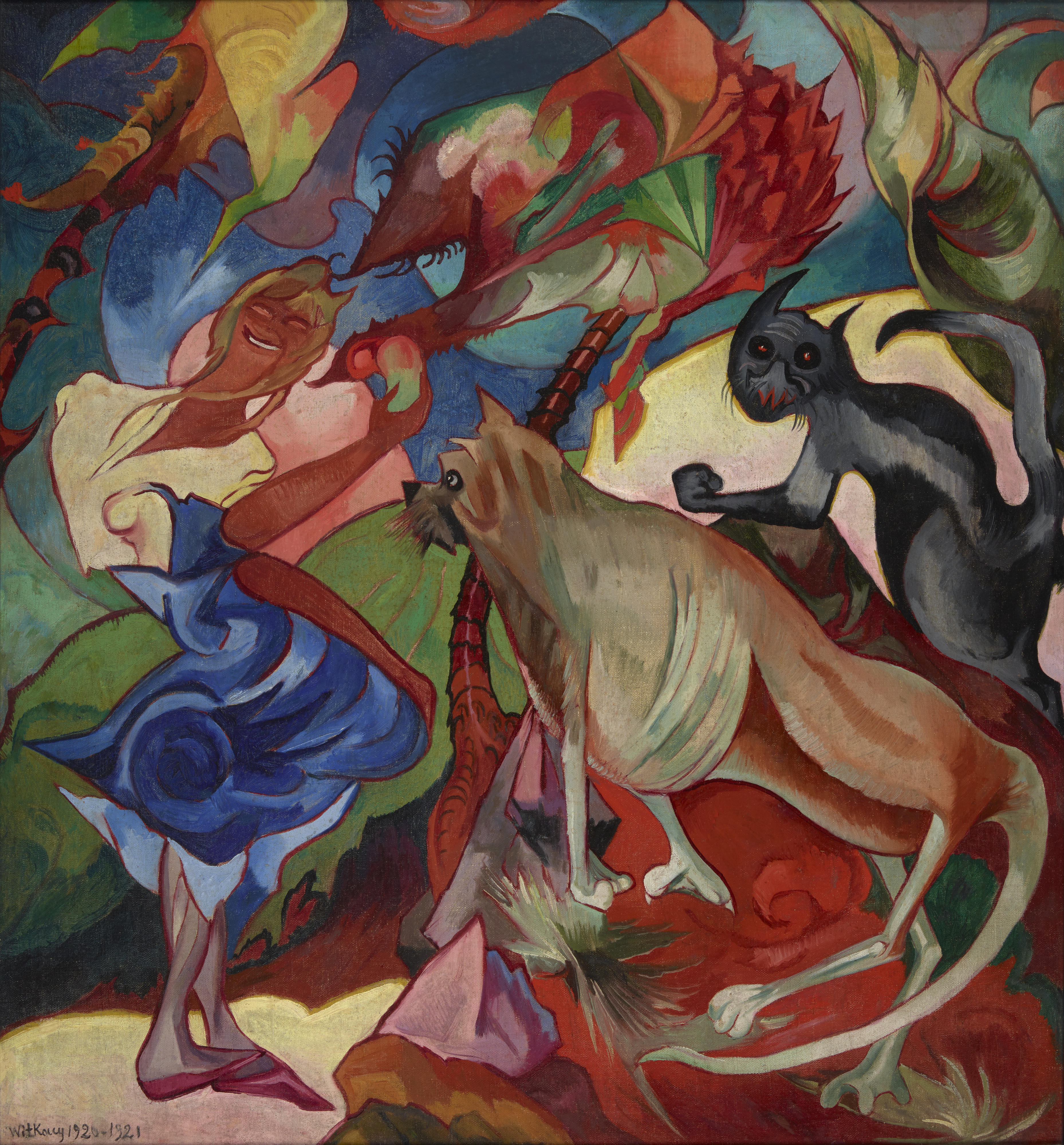
Marysia et Burek de Stanisław Ignacy Witkiewicz.

La construction a été financée en grande partie par une souscription nationale. Au début de la Seconde Guerre mondiale, la construction n'était prête qu'à 60%. Les occupants allemands ont transformé le bâtiment en casino. Ils ont détruit les intérieurs et leur mobilier et ont introduit des changements à la façade.
Après la guerre, les Polonais ont décidé de restaurer le bâtiment dans son état d'origine, puis de l'agrandir. Les travaux se sont poursuivis jusqu'à la fin des années 1980.
Aujourd'hui cet imposant édifice moderne accueille deux expositions permanentes.
La galerie « Armes et uniformes de Pologne » est consacrée aux armes anciennes, en commençant par celles du début de l’époque de la dynastie des Piast, au tournant du IXe et du Xe siècle. Avec une collection de plus de 1 600 pièces, le musée retrace 1 000 ans d'histoire militaire polonaise. On peut y voir également des souvenirs des grands commandants de l’armée polonaise : la houppelande traditionnelle de Tadeusz Kościuszko, la médaille de l’Ordre Virtuti Militari du prince Józef Poniatowski ou la veste d’uniforme de Józef Piłsudski.
La galerie des Arts Décoratifs présente, dans un cadre stylisé, des meubles, des habits et de la céramique datés du Moyen Âge à la période Art Nouveau.
Les autres salles du musée accueillent de grandes expositions temporaires. Le musée organise également des cours pour enfants, adolescents et adultes, ainsi que de nombreuses conférences, séminaires et formations. Le bâtiment abrite aussi des bureaux d'administration, une bibliothèque et certains ateliers du musée.
Pendant la Seconde Guerre mondiale, la collection a été pillée par les envahisseurs fascistes allemands. Après la guerre, le gouvernement polonais a récupéré de nombreuses œuvres saisies.

## Collections

### Peinture

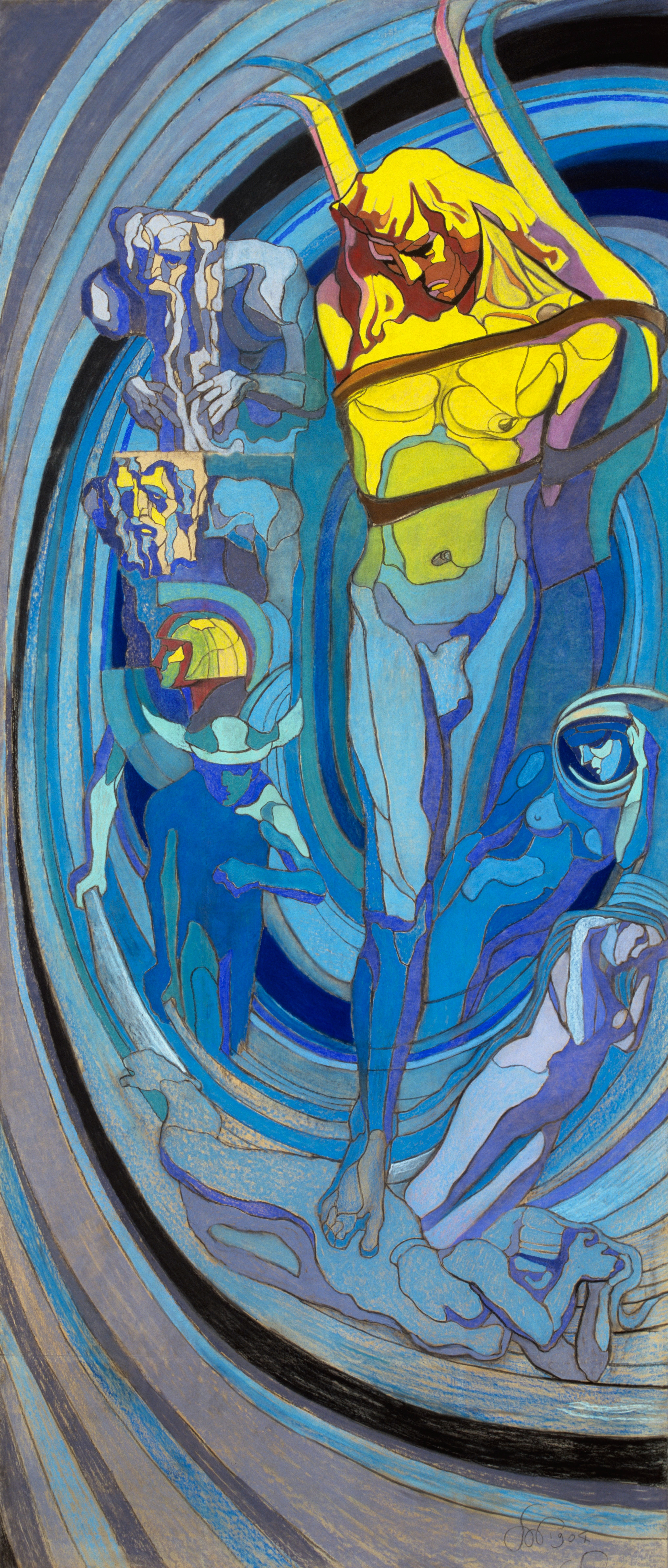
Stanisław Wyspiański, Apollo, Système de Copernic, 1904.

Le bâtiment principal comprend la galerie supérieure récemment rénovée de l'art polonais du XXe siècle, l'une des plus grandes galeries de peinture et de sculpture de la fin du XIXe siècle en Pologne, avec les œuvres les plus célèbres de Jacek Malczewski, Leon Wyczółkowski, Włodzimierz Tetmajer ; une vaste collection d'œuvres de Stanisław Wyspiański ; et aussi, des œuvres d'artistes de l'entre-deux-guerres et de l'après-guerre : les cubistes polonais, les expressionnistes, les coloristes, l'avant-garde des années 1930, et les représentants des Nouvelles Directions des années 1960.
Les peintures de la collection comprennent des chefs-d'œuvre du mouvement Jeune Pologne (Konrad Krzyżanowski, Olga Boznańska, Józef Pankiewicz, Władysław Ślewiński, Wacław Szymanowski, Ludwik Puget, Jan Stanisławski, Tadeusz Makowski). L'avant-garde polonaise est représentée par Zbigniew Pronaszko, Leon Chwistek, Tytus Czyżewski, Stanisław Osostowicz, Eugeniusz Waniek, Jan Cybis, Hanna Rudzka-Cybisowa, Artur Nacht-Samborski, Jan Szancenbach, Józef Czapski, Piotr Potworowski, Wacław Taranczewski, Juliusz Joniak.
La collection d'art d'après-guerre comprend des œuvres de Tadeusz Kantor, Jonasz Stern, Maria Jarema, Jerzy Nowosielski, Andrzej Wróblewski, Katarzyna Kobro, Alina Szapocznikow, Maria Pinińska-Bereś, Katarzyna Kozyra. Il contient également des œuvres d'un large éventail d'artistes polonais contemporains influents, notamment Grzegorz Sztwiertnia, Rafał Bujnowski, Wilhelm Sasnal, Jadwiga Sawicka, Leon Tarasewicz, Stanisław Rodziński, Jan Pamuła et Jean Tarasin.

### Militaria
Le bâtiment principal présente une vaste exposition de militaria du XIIe au XXe siècle : armures polonaises des XVIe et XVIIe siècles, sabres polonais, armes à feu, selles et caparaçons, uniformes militaires du XVIIIe au XXe siècle, ordres militaires, médailles et distinctions. Le fonds du musée comprend également une collection d'armes d'Europe occidentale et orientale. Les militaria sont présentés à l'exposition « Armes et Couleurs ».

### Arts décoratifs
Les arts décoratifs et l'artisanat sont exposés dans la galerie des arts et métiers décoratifs, avec des objets en or, en argent et en pierres précieuses du XIIe au XVIIIe siècle : objets en cuivre, en étain et en fer, tels que bols et coffres en fer forgé ; meubles anciens, instruments de musique, horloges, céramiques et verres, notamment les vitraux des églises de Cracovie. Le musée possède l'une des plus grandes collections de tapis polonais et orientaux de Pologne, ainsi qu'une collection de costumes du XVIe au XXe siècle.

Nuages en Finlande, de Konrad Krzyżanowski, huile sur toile, 1908.
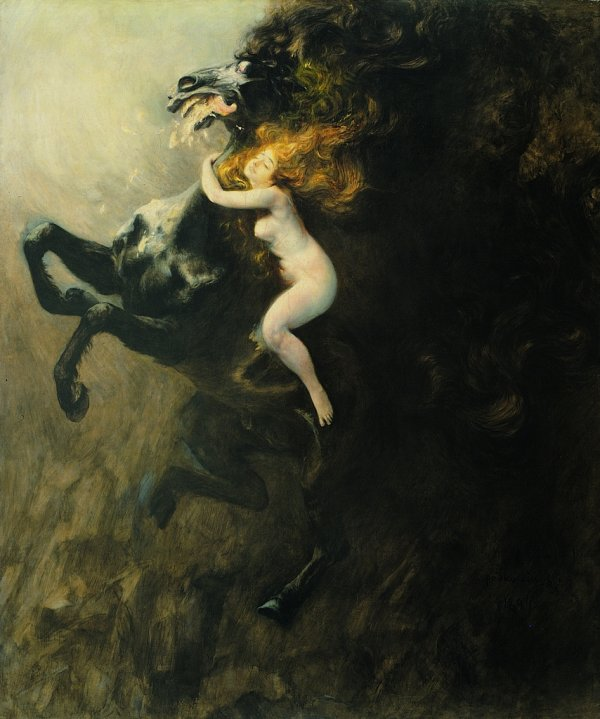
La Folie de Władysław Podkowiński (Sukiennice).
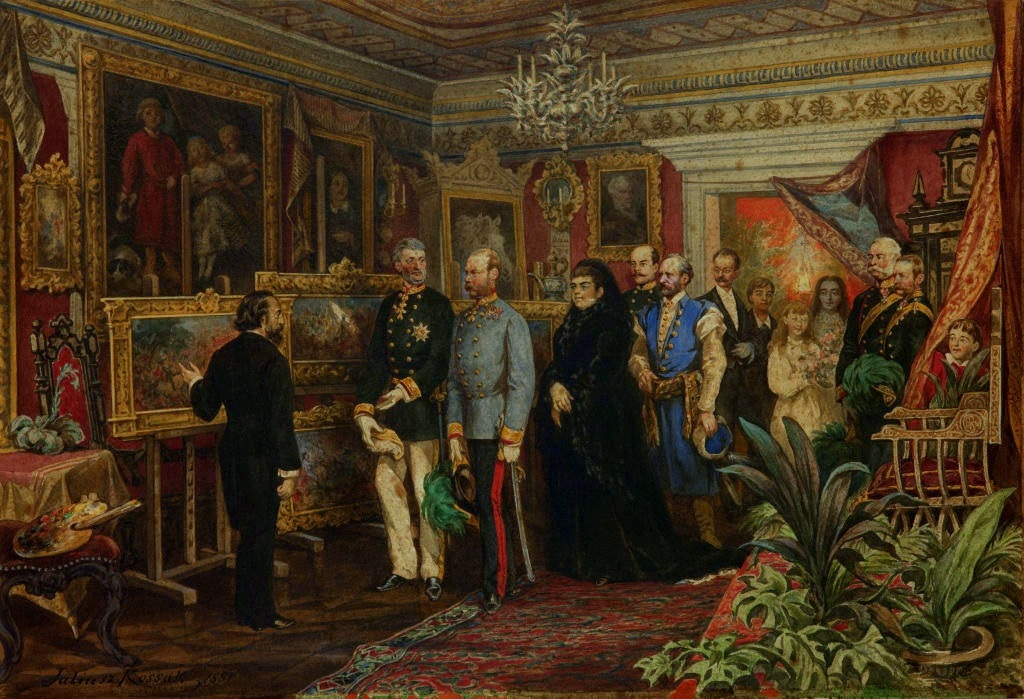
L'Empereur Franz-Joseph chez Matejko.
Léonard de Vinci. Collections du musée Czartoryski.
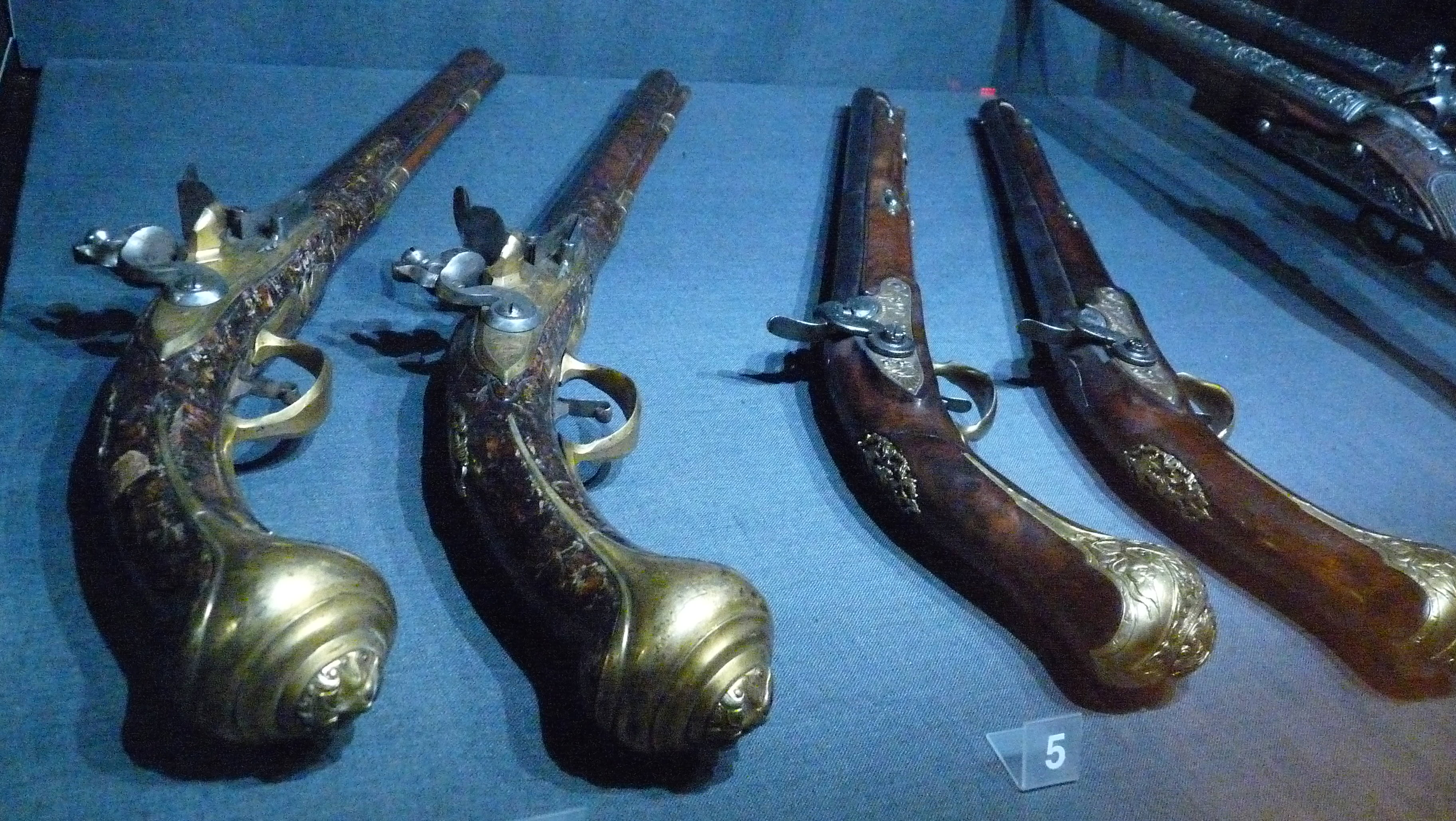
Collection d'armes.
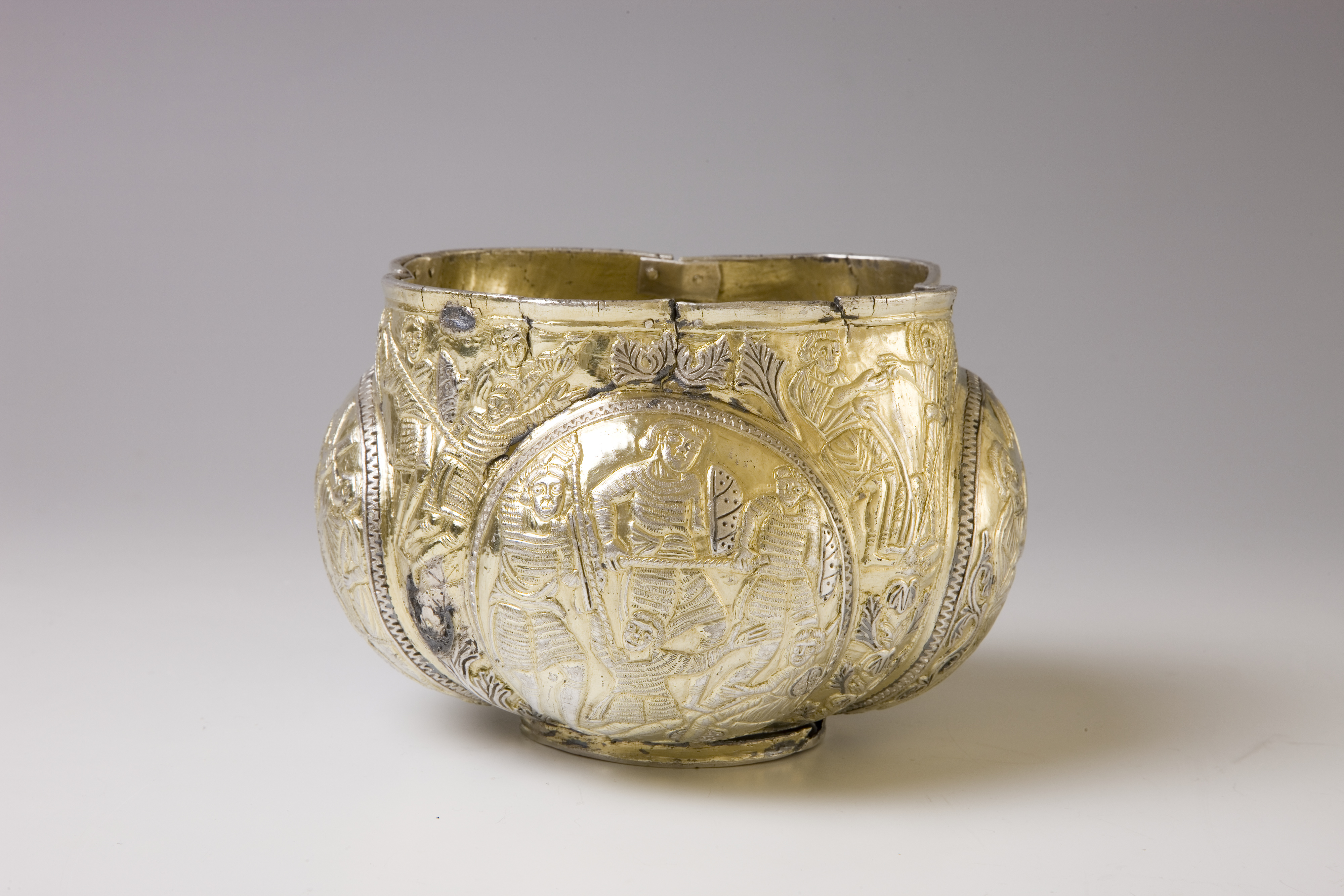
Galerie d'artisanat d'art.

## Départements du musée
- Bâtiment principal
- Musée des princes Czartoryski
- Bibliothèque des princes Czartoryski
- EUROPEUM – European Culture Centre
- Galerie de l'art polonais du XIXe siècle à Sukiennice
- Palais de l’évêque Erazm Ciołek
- Musée Emeryk Hutten-Czapski et pavillon Józef Czapski
- La Maison de Jan Matejko
- La Maison de Józef Mehoffer
- La Maison de Karol Szymanowski (à Zakopane)
- Maison Szołayski
- Hôtel « Cracovie »

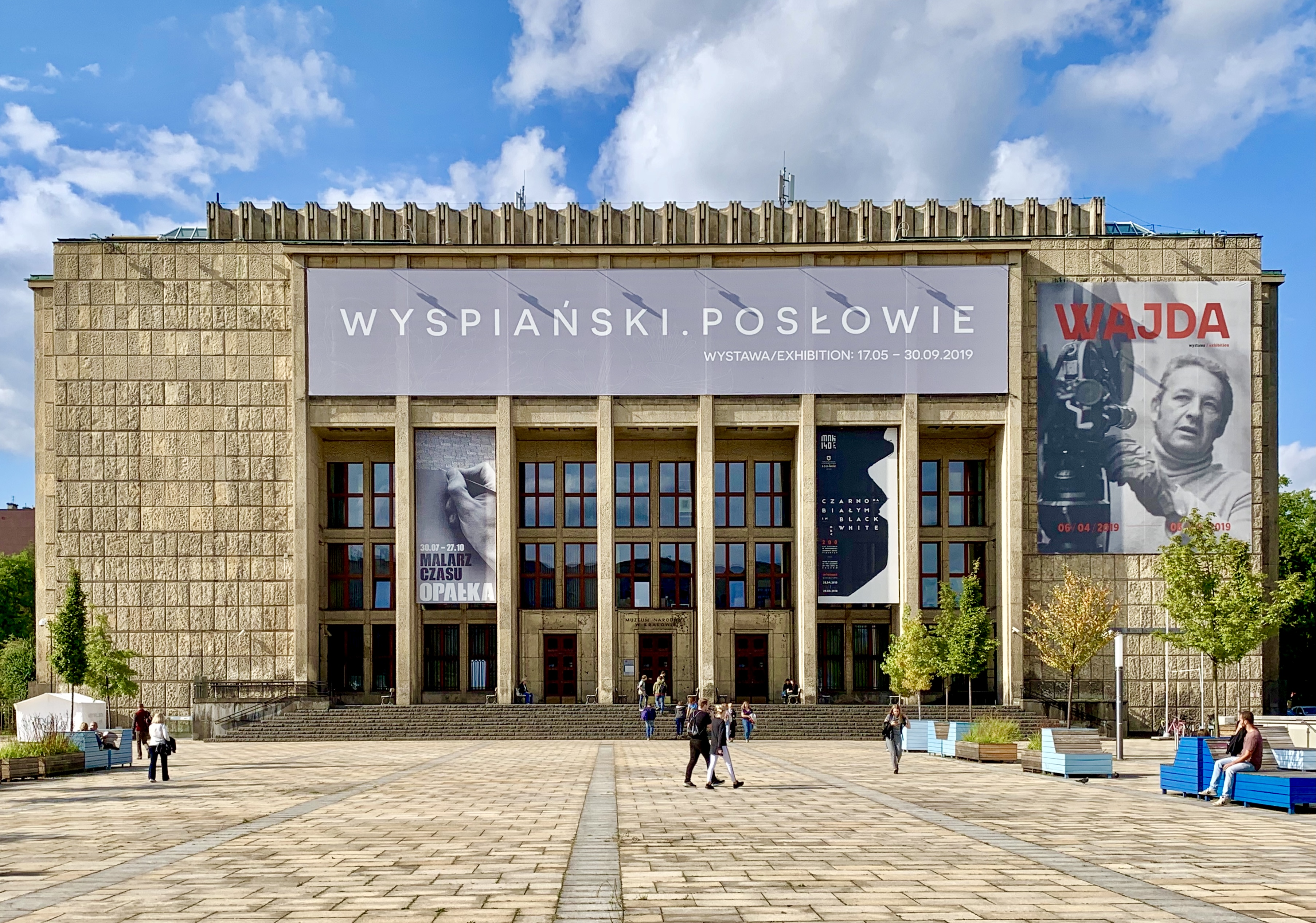
Bâtiment principal du musée national à Cracovie.
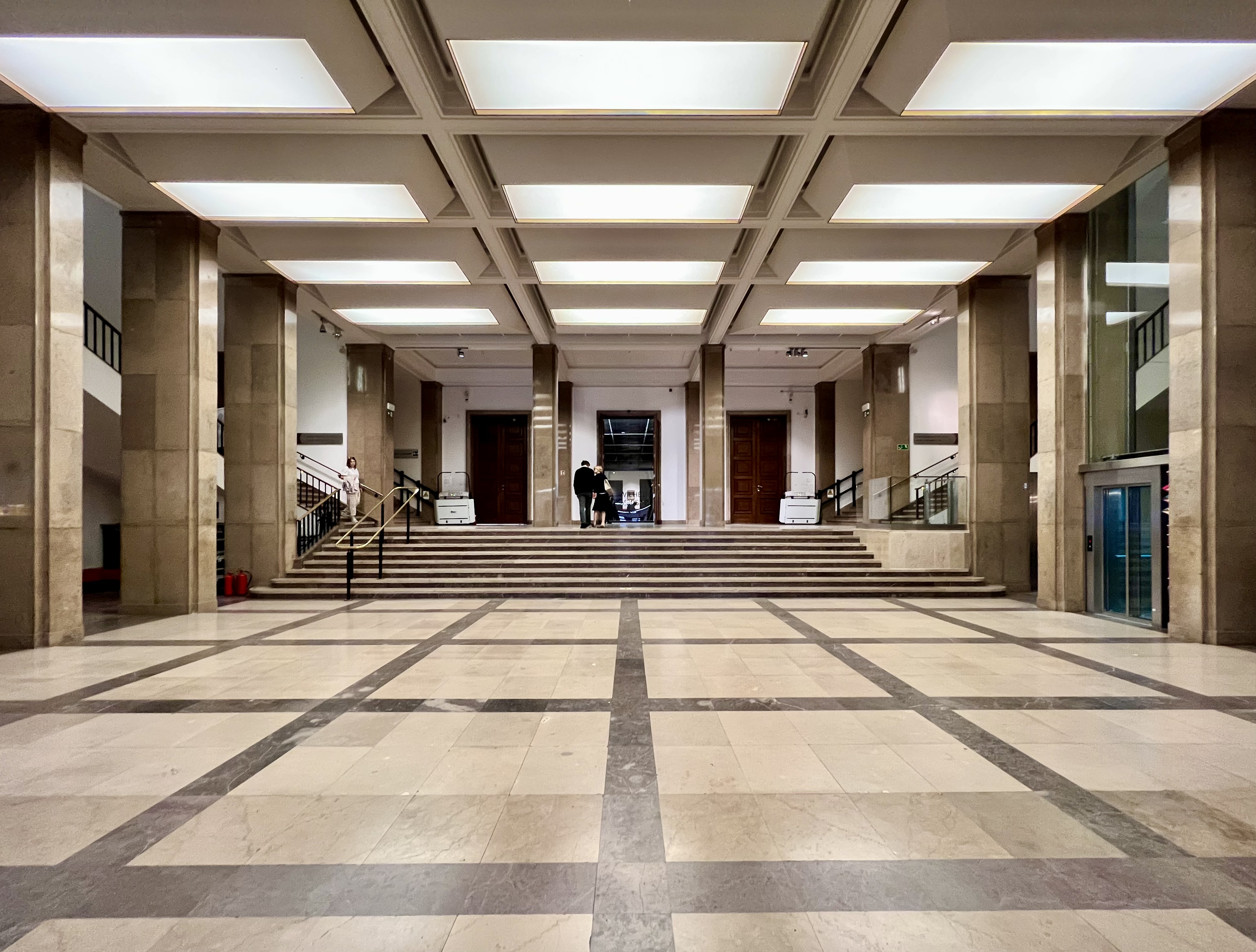
Intérieur du bâtiment principal du musée national à Cracovie.
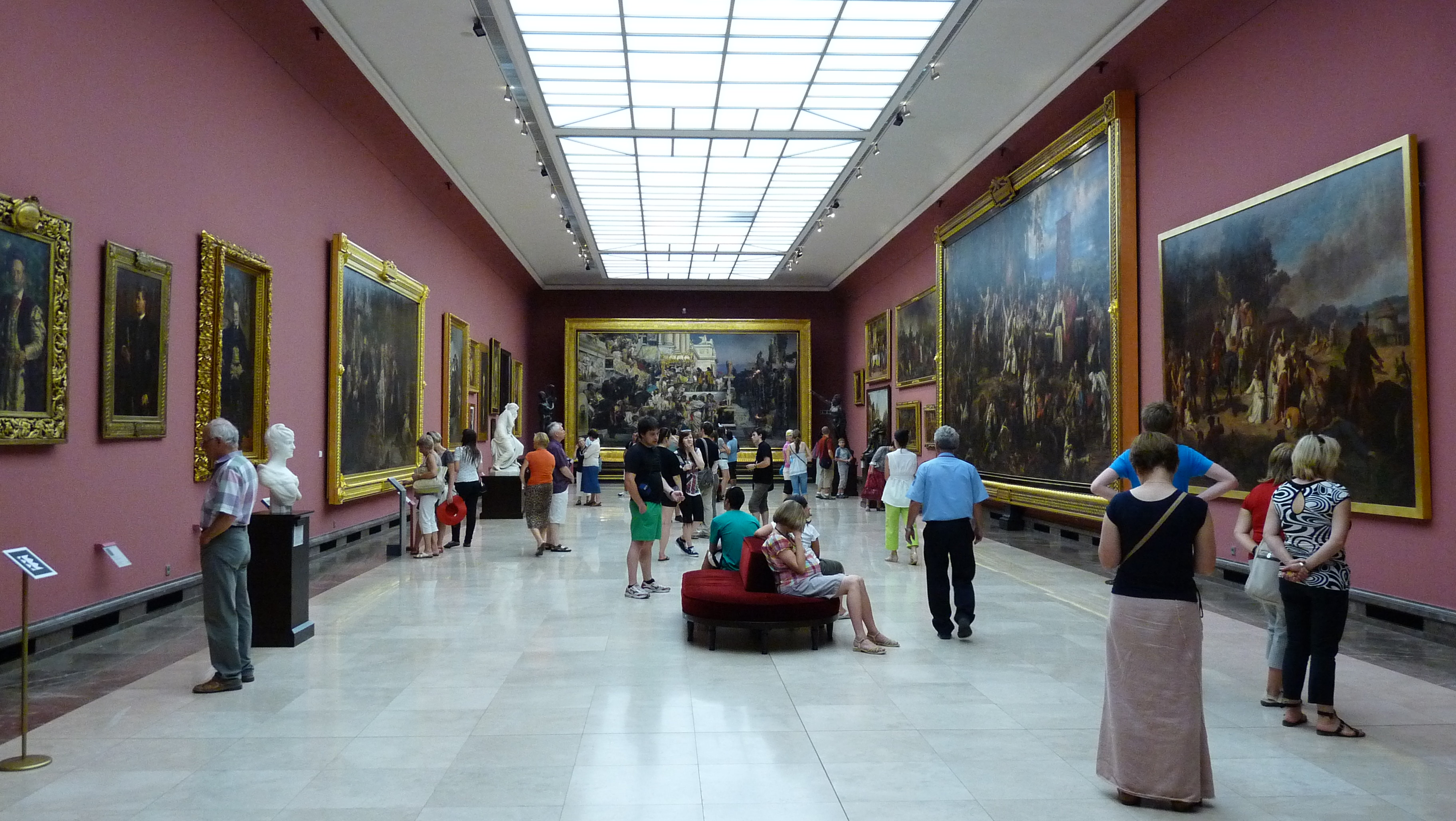
Galerie d'art polonais du XIXe siècle à Sukiennice.
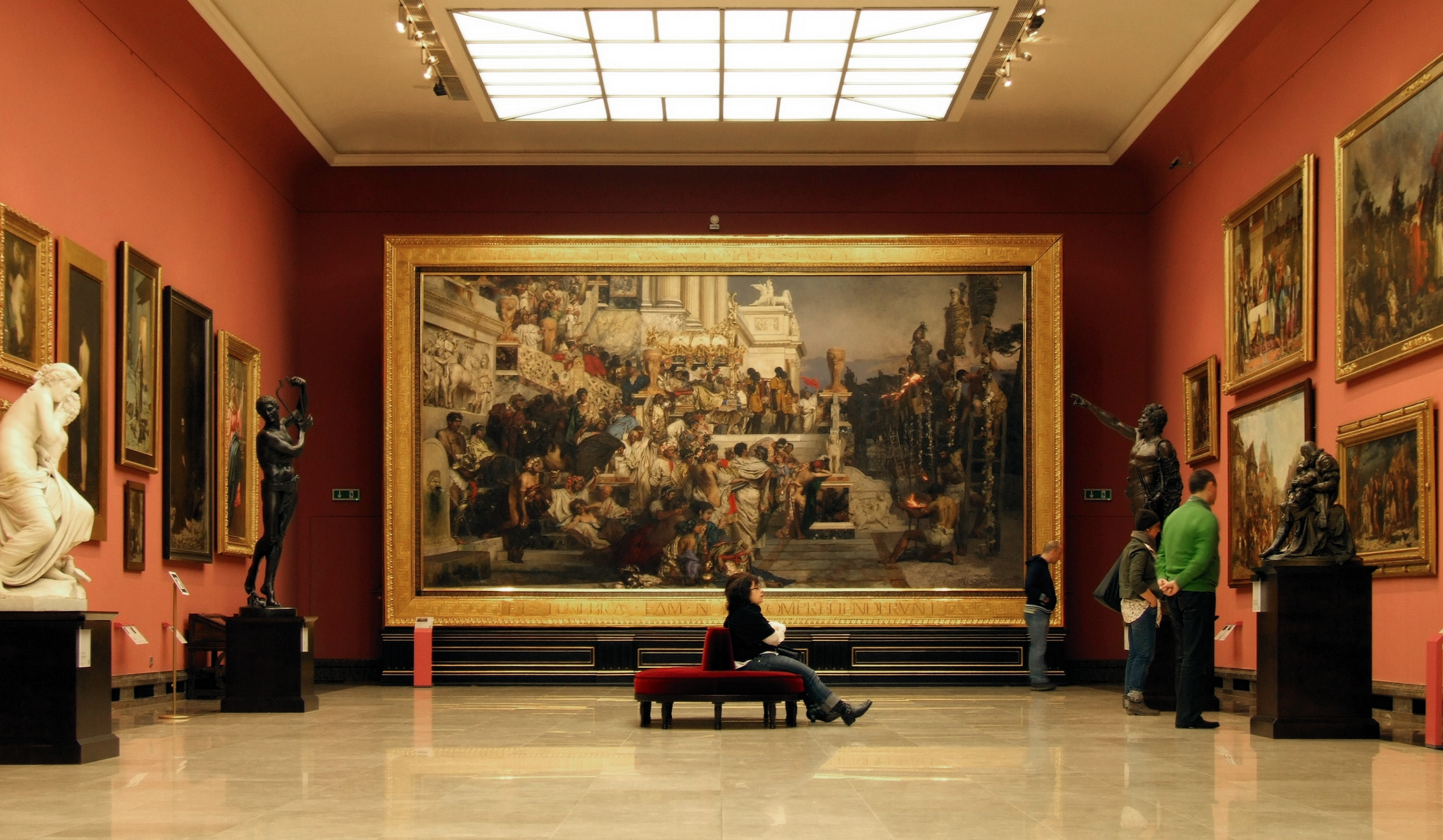
Galerie d'art polonais du XIXe siècle à Sukiennice.
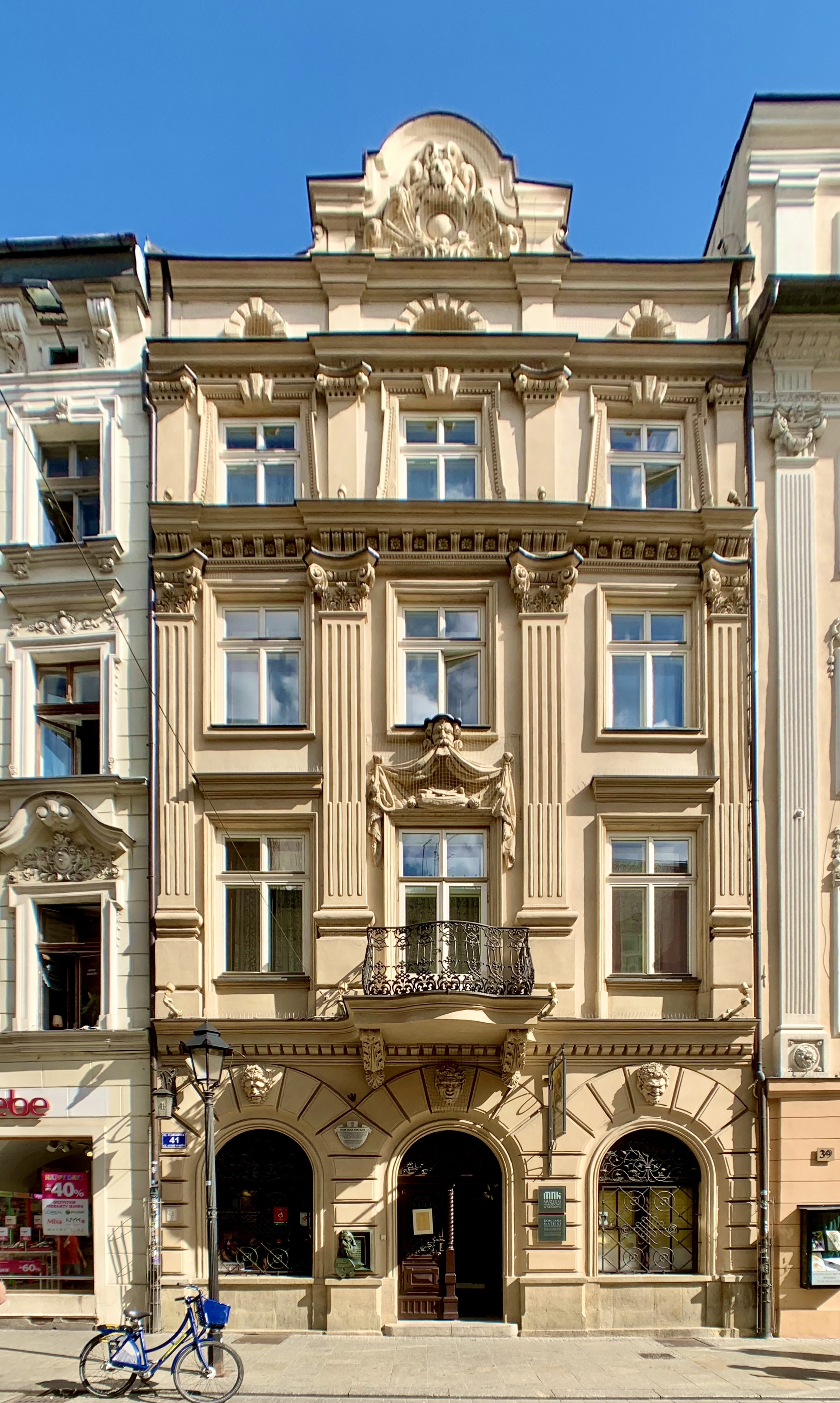
Maison de Jan Matejko.
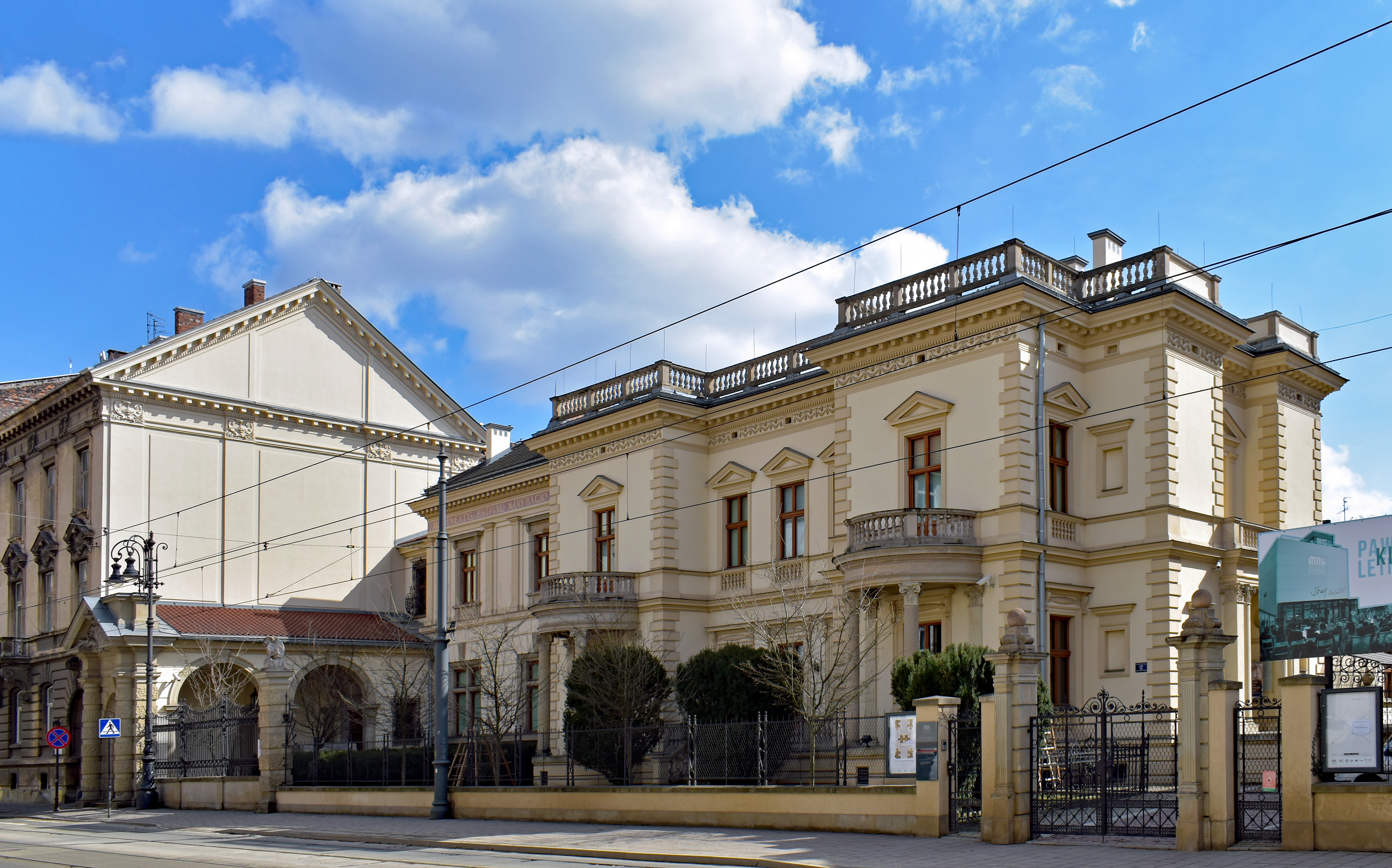
Musée de Hutten-Czapski.
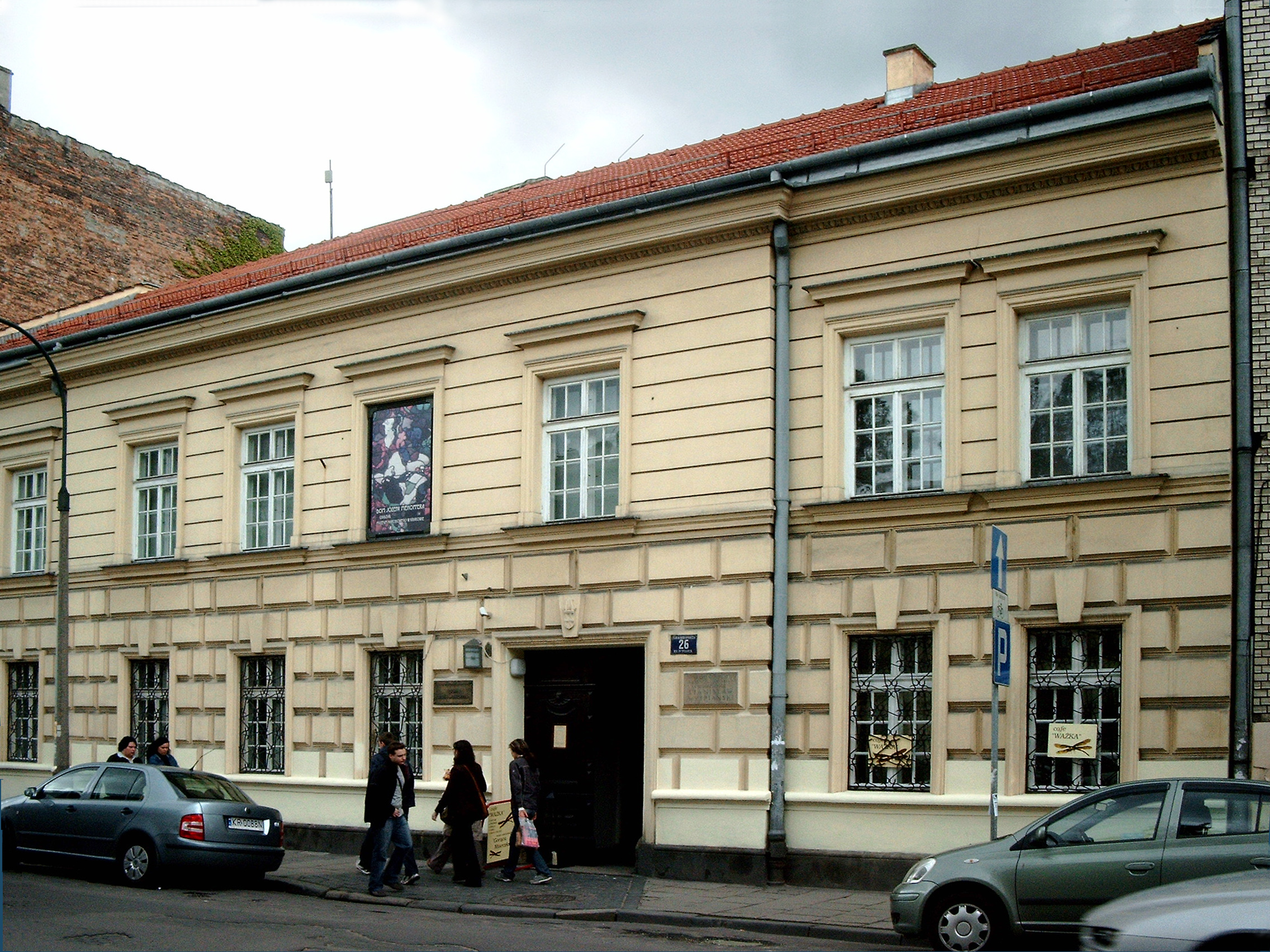
La maison de Józef Mehoffer.
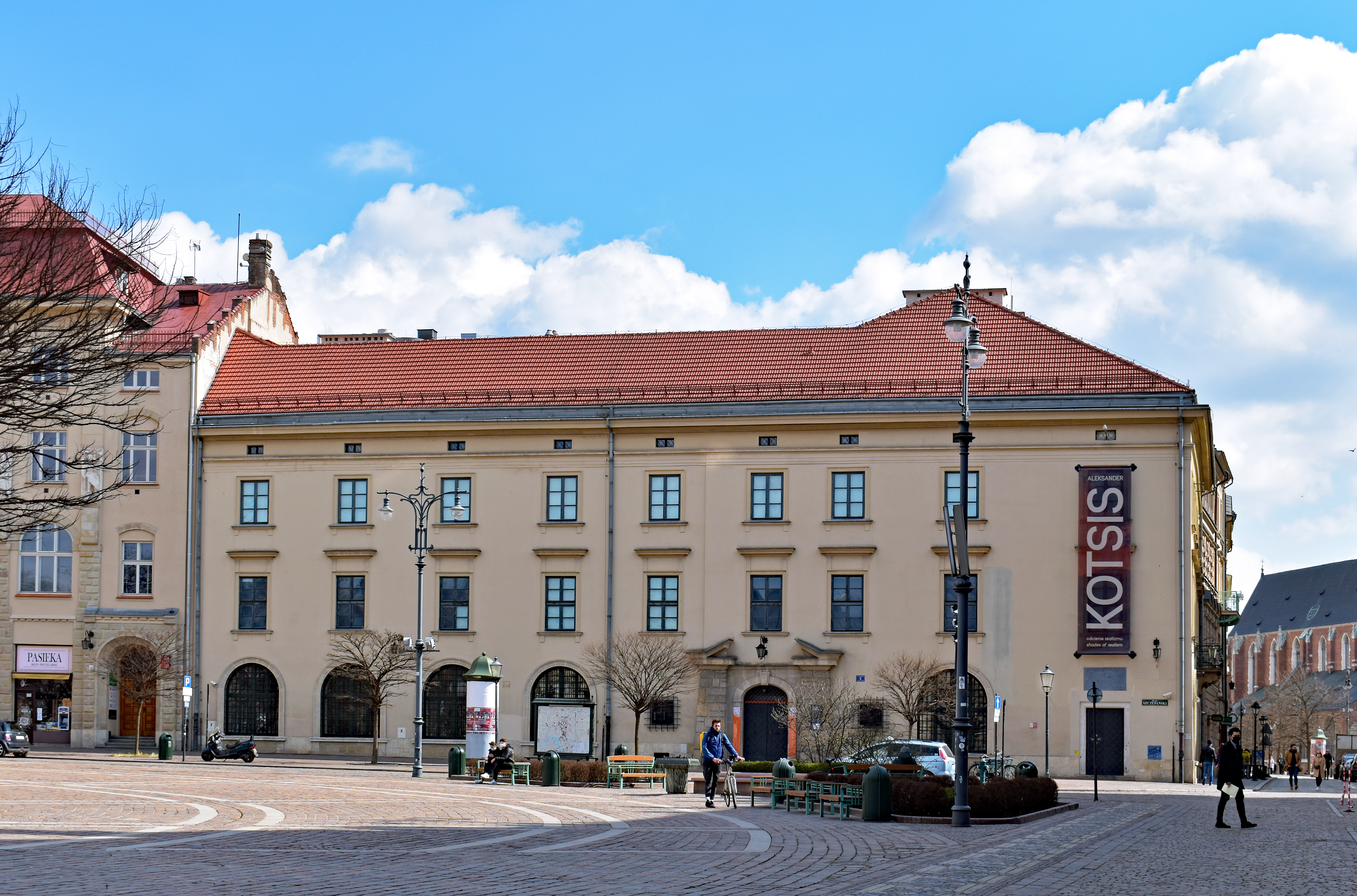
Maison de Szolayski.
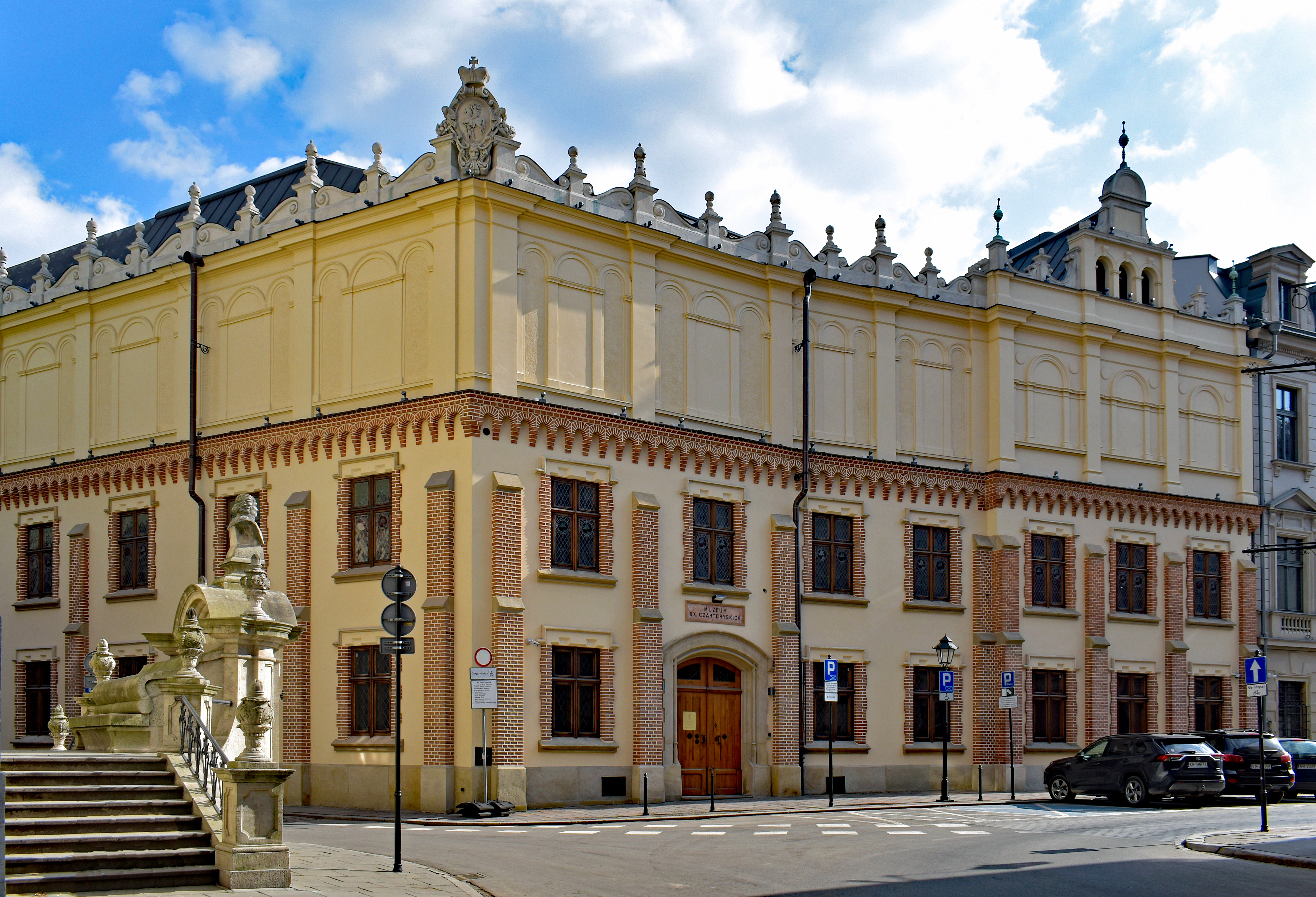
Musée des princes Czartoryski.
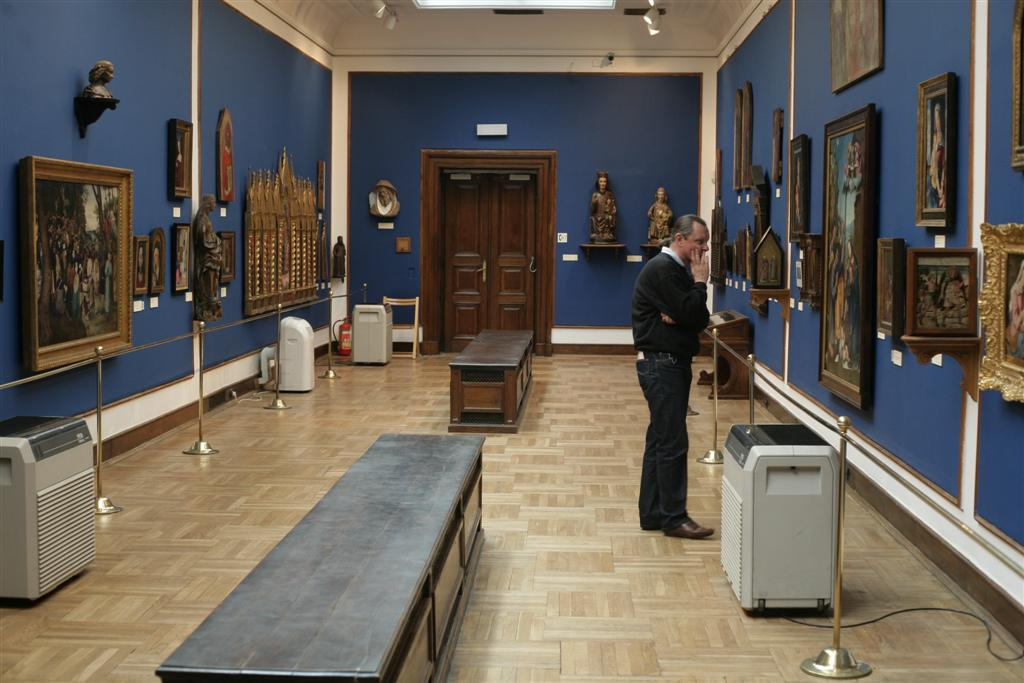
Musée des princes Czartoryski.
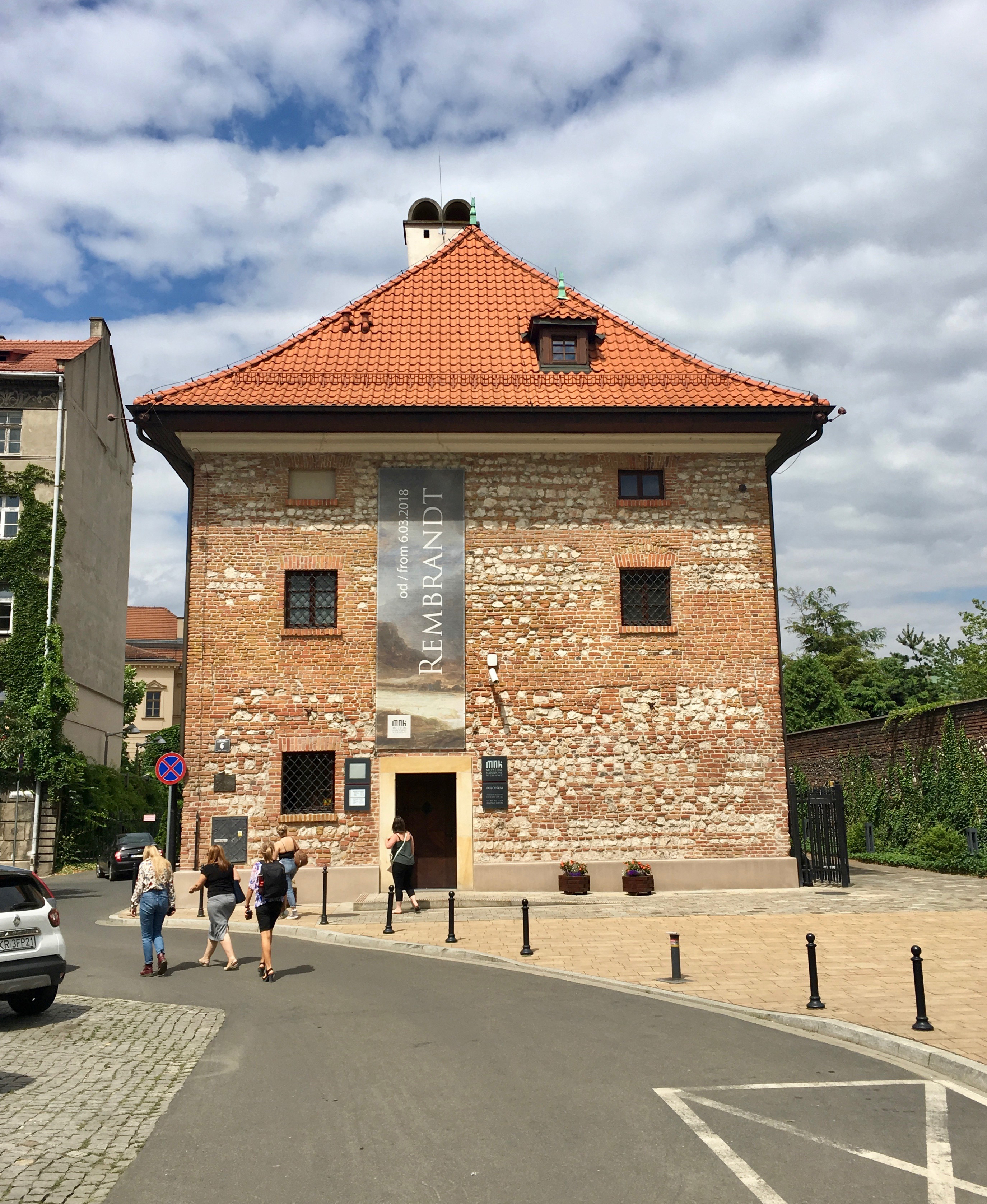
EUROPEUM – European Culture Centre.
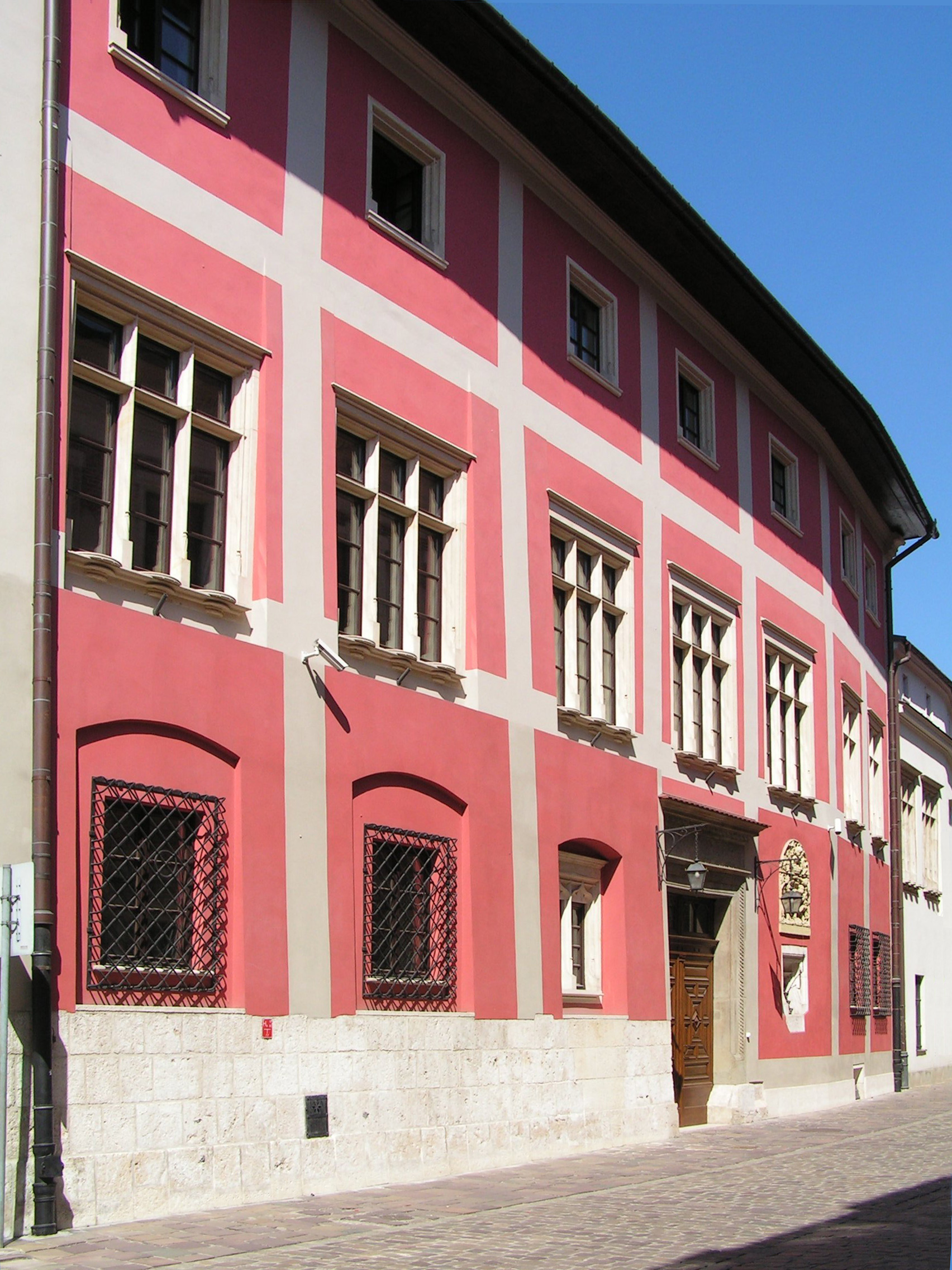
Palais de l’évêque Erazm Ciołek.
Maison de Karol Szymanowski (Zakopane).